# Valmet RM 3
Valmet RM3 − czteroosiowe tramwaje wyprodukowane przez fińską spółkę Valmet.

## Konstrukcja
Wagony Valmet RM3 były produkowane jako tramwaje czteroosiowe z rozstawem wózków wynoszącym 6,4 m. Rozstaw osi w wózku wynosił 1,8 m. Średnica koła wynosiła 680 mm. W wagonie zastosowano cztery silniki, po dwa na każdy wózek typu Strömberg GHAU-672 o mocy 50 kW, każdy. Długość tramwaju ze zderzakami wynosi 14,3 m, szerokość 2,3 m, a wysokość 3,6 m. Pusty wagon waży 20 ton, przy nominalnym obciążeniu waży 26,6 ton, a przy maksymalnym obciążeniu waży 29,9 t. We wnętrzu zamontowano 31 miejsc w układzie 2+1. Miejsc stojących było 57. 

## Eksploatacja
Firma Valmet 1959 dostarczyła do Helsinek 15 tramwajów RM3. Wagony w Helsinkach oznaczono nr od 16 do 30. Pierwszy wagon o nr 16 do Helsinek dotarł 19 lutego 1959. Wszystkie tramwaje RM3 z eksploatacji wycofano do 2003. Wagon o nr 30 zachowano jako muzealny. Wagony RM3 eksploatowano tylko w Helsinkach.
Lista wagonów:
| Numer wagonu | Data dostarczenia do Helsinek | Data zakończenia eksploatacji |
| ------------ | ----------------------------- | ----------------------------- |
| 16           | 16.02.1959                    | 2003                          |
| 17           | 4.03.1959                     | 1997                          |
| 18           | 12.03.1959                    | 2003                          |
| 19           | 20.03.1959                    | 1993                          |
| 20           | 25.03.1959                    | 2002                          |
| 21           | 04.03.1959                    | 2002                          |
| 22           | 10.04.1959                    | 2003                          |
| 23           | 14.04.1959                    | 23.05.2000                    |
| 24           | 20.04.1959                    | 1994                          |
| 25           | 29.04.1959                    | 11.2007                       |
| 26           | 05.05.1959                    | 5.09.2000                     |
| 27           | 20.05.1959                    | 2003                          |
| 28           | 02.06.1959                    | 2002                          |
| 29           | 06.1959                       | 1991                          |
| 30           | 16.06.1959                    | muzealny                      |